# Sporobolus flexuosus
Sporobolus flexuosus är en gräsart som först beskrevs av George Vasey, och fick sitt nu gällande namn av Per Axel Rydberg. Sporobolus flexuosus ingår i släktet droppgräs, och familjen gräs. Inga underarter finns listade i Catalogue of Life.